# Srednjovjekovno groblje uz Malin
Srednjovjekovno groblje nalazi se uz potok Malin u Bajagiću, Grad Sinj.

## Opis
U selu Bajagić kod Sinja, sjeveroistočno od Čugurine glavice, na oranicama uz potok Malin (lijevi pritok rijeke Cetine) nalazi se arheološko nalazište srednjovjekovno groblje. Arheološki ostaci pokrovnih i obložnih kamenih ploča starih grobova, koji su nekoć bili vidljivi, danas se vjerojatno nalaze pod zemljom. Groblje nije arheološki istraženo. Uzimajući u obzir činjenicu da se srednjovjekovna groblja na području Cetinske krajine ne nastavljaju na istom položaju, te kako je kod župne crkve sv. Nikole u Bajagiću već ubicirano ranosrednjovjekovno groblje, može se pretpostaviti da ovo drugo groblje pripada klasičnom starohrvatskom razdoblju od 9. do 12. stoljeća.

## Zaštita
Pod oznakom Z-5072 zavedeno je kao nepokretno kulturno dobro - pojedinačno, pravna statusa zaštićena kulturnog dobra, klasificirano kao "arheološka baština".